# Зоран Петровић Пироћанац
Зоран Петровић Пироћанац (Београд, 30. август 1953 — Београд, 4. април 2015) био је српски геополитиколог, политиколог, новинар и ратни извештач.
У оквиру Института за политичке студије у Београду водио је Центар за геополитичке студије „Југоисток“. Од 1979. до 2005. био је међународни новинар и ратни извештач. Објавио је 15 научно-стручних монографија и других књига. Докторирао је у Паризу на -у, главној француској установи за друштвене науке.

## Образовање
Дипломирао је француски језик и књижевност на Филолошком факултету у Београду.
Први је фриленс новинар из неке комунистичке земље који је добио стипендију Фондације "Journalistes en Europe" у Паризу (1983—1984), и то од врха Фондације: Ибера Бев-Мерија (Hubert Beuve-Mery, оснивач Монда) и Филипа Вијанеа (Philippe Viannay, истакнути члан француског Покрета отпора, оснивач Матена и Нувел Обсерватера).
Магистрирао је и докторирао на Школи високих студија друштвених наука (EHESS, L'École des hautes études en sciences sociales), водећој француској установи за истраживање и високо образовање у друштвеним наукама, на одсеку Историја и цивилизације. Докторску тезу под насловом Anatomie d'une auto-dégradation. La Serbie et l'ascension de Slobodan Milosevic (1982-1992) одбранио је 2009. године.

## Новинарство
Од 1979. до 2005. радио је као слободни новинар бројних листова и телевизија, укључујући и извештавање са неколико светских ратишта. Извештавао је из Никарагве, Хондураса, Гватемале, Либана, Газе, Кубе, Француске, САД, Канаде...
Био је и сарадник француског месечника Actuel и париског дневника Liberation. Аутор је политичких и документарних прилога, репортажа, водитељских емисија на ТВ Београд, ТВ Студио Б, ТВ Политика, ТВ Загреб, ТВ Сарајево, ТВ Нови Сад.
Од 1991. до 1995. радио као ратни извештач ТВ „Политика“, РТВ „Студио Б“ и сарадник француске телевизије „ТФ1“.

### Интервјуи
Између осталог, саговорници Петровића Пироћанца су били и Хенри Кисинџер, Шимон Перес, Данијел Митеран, Ахмед Бен Бела, Нородом Сиханук, Аболхасан Бани Садр, Жак Ширак, генерал Бар-Лев, Нахум Голдман, Аријел Шарон, Јицак Шамир, Хаим Херцог, Симон Веил, Борис Бажанов, Анте Цилига, Кен Ливингстон, Франсоа Лумумба, Лех Валенса, Ибер Бев-Мери, Данијел Кон-Бендит, Петра Кели, генерал Герт Бастијан, Адам Михњик, Јацек Куроњ, Јон Илијеску, генерал Кристијан Кено, Данијел Ортега, командант револуције Томас Борхе, Еден Пастора, Карлос Андрес Перес, Режис Дебре, Маргарет Папандреу, Жан-Мари Лепен, Сон Сан, генерал Пјер-Мари Галоа и други светски политичари и личности јавне, научне и културне сцене.

## Научни рад
Зоран Петровић Пироћанац радио је у Институту за политичке студије у Београду, у статусу научног сарадника. Као истраживач се бавио светском и регионалном геополитиком, геостратегијом и политикологијом, са посебним освртом на то како глобализација утиче на трансформацију светске цивилизације, националних држава и локалних култура.
Објавио је монографије које обрађују разне аспекте ових токова: геополитика 21. века, глобални тероризам (Ал Каида и други облици), економска шпијунажа, ратна пропаганда, злоупотреба медија, новија српска политичка историја итд.

### Геополитика природних ресурса
Монографска трилогија о геополитици ресурса — Геополитика воде, Геополитика хране и Геополитика енергије — је пионирски рад на ову тему у српским друштвеним наукама. По Пироћанцу, ова питања одређују даљу судбину и опстанак и Србије и других држава.
У свим озбиљним државама нико не може да води ефикасну спољну политику ако, као у Србији, покуша да игнорише знања геополитике. (...) Упустио сам се, пионирски, у поменута глобална питања, воду, храну и енергију, као суштинске проблеме човечанства, који ће умногоме променити међународне односе.  (...) наша држава, као и у много чему другом, има недопустивих зјапећих рупа у поимању и вођењу онога што се назива state management.— каже аутор за Геополитику.

### Анализа српске политичке номенклатуре
Други пионирски допринос је анализа политичких структура у Србији, која је објављена 2012. године у монографији: : елите, ентропијски модел политичке класе и континуитет српске номенклатуре.
У транзиционој Србији осим многих преломних промена у сферама економије, политике, идеологије и културе догодила се и драматична смена друштвених елита. У раздобљу транзиције је створен нови владајући слој који је временом добио препознатљива обележја политичке класе. У многим областима створене су  владајуће групе које, мимо мерила вредности а на уштрб других слојева, успевају да реализују присвојену моћ. О томе зналачки, са довољно емпиријских илустрација и поткрепе, пише Зоран Петровић Пироћанац.— каже Милош Кнежевић.